# Ати (село)
Ати (яп. 阿智村 Ати-мура) — село в Японии, находящееся в уезде Симоина префектуры Нагано. Площадь села составляет 214,47 км², население — 6749 человек (1 августа 2014), плотность населения — 31,47 чел./км².

## Географическое положение
Село расположено на острове Хонсю в префектуре Нагано региона Тюбу. С ним граничат города Иида, Накацугава, посёлки Анан, Нагисо и сёла Хирая, Симодзё.

## Население
Население села составляет 6749 человек (1 августа 2014), а плотность — 31,47 чел./км². Изменение численности населения с 1980 по 2005 годы:
| 1980 | 7818 чел. |  |
| 1985 | 7731 чел. |  |
| 1990 | 7807 чел. |  |
| 1995 | 7798 чел. |  |
| 2000 | 7757 чел. |  |
| 2005 | 7548 чел. |  |

## Символика
Деревом села считается конский каштан, цветком — адонис амурский, птицей — Cettia diphone.